# Eloísa Díaz
Pour les articles homonymes, voir Diaz.
Díaz  Inzunza est un nom espagnol. Le premier nom de famille, en général paternel, est Díaz ; le second, en général maternel, souvent omis, est Inzunza.
Eloísa Díaz Inzunza, née à  Santiago au Chili le  25 juin 1866 et morte dans la même ville le 1er novembre 1950, est la première femme étudiante de médecine de l'université du Chili et la première femme médecin du Chili et d'Amérique du Sud,.

## Enfance et jeunesse
Díaz est née à Santiago, elle est la fille de Eulogio Díaz Varas et de Carmela Insunza. Elle étudie au collège de Dolores Cabrera Martínez, puis au collège d'Isabel Le Brun de Pinochet et à l'Institut National José Miguel Carrera.
Dès 1881, à seulement 15 ans, elle présente l'examen du baccalauréat, devant un public nombreux et face à un jury composé entre autres de Diego Vases Arana. Elle obtient son diplôme à l'unanimité.

## Entrée à l'université
En 1880 elle postule à l'École de Médecine de l'université du Chili, à la suite de la promulgation en 1877 d'une loi précurseure du Ministre de l'Éducation Miguel Luis Amunátegui Aldunate, qui permet aux femmes d'entrer à ladite école,. Le contexte national est alors troublé car peu de temps auparavant, une femme, Domitila Silva, s'est inscrite sur les listes électorales, en faisant valoir sa nationalité chilienne et sa capacité à lire et écrire : son inscription a dû être acceptée, mais le vote des femmes sera par la suite expressément interdit.
En raison des préjugés sociaux de l'époque, Eloísa Díaz doit assister à ses cours accompagnée de sa mère ; elle doit vaincre beaucoup de résistances avant d'obtenir la sympathie de ses condisciples et professeurs.
Elle est diplômée en chirurgie le 27 décembre 1886, en présentant comme thèse un manuscrit intitulé Breves observaciones sobre la aparición de la pubertad en la mujer chilena y las predisposiciones patológicas del sexo (en français : Brèves observations sur l'apparition de la puberté chez la femme chilienne et les prédispositions pathologiques du sexe),. Elle reçoit son titre professionnel le 3 janvier 1887 des mains du Président de la République de l'époque José Manuel Balmaceda et devient alors la première femme du Chili et d'Amérique du Sud à obtenir le titre de médecin,.

## Activité professionnelle

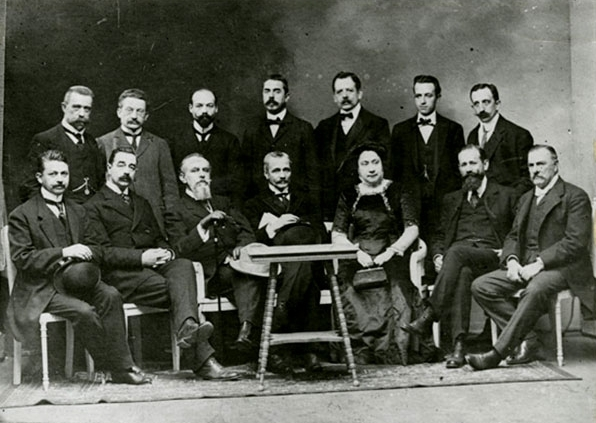
Eloísa Díaz entre à l'université du Chili grâce au décret Amunátegui de 1877 qui autorise les femmes à mener des études supérieures au Chili.

En 1888 se tient le Premier Congrès de Médecine Chilien, auquel participent 128 professionnels de Santiago et 118 du reste du pays. Parmi les assistants, on retrouve les grandes figures chiliennes de l'époque de médecine et de biologie. Díaz Insunza y est la seule femme.
En janvier 1891, Eloísa Díaz commence à exercer à la clinique gynécologique du médecin Roberto Moericke à l'Hôpital San Borja Arriarán , tout en exerçant en parallèle comme professeur et médecin à la Escuela Normal de Preceptores del sur (École Normale de Précepteurs du sud) jusqu'en 1897. En 1898 elle devient inspectrice médicale scolaire de Santiago, poste qu'elle occupera par la suite au niveau national pendant 30 ans. Philanthrope, elle fonde divers jardins d'enfance, des polycliniques pour les plus pauvres et des camps scolaires.
En 1910 elle participe au Congrès Scientifique International de Médecine et d'Hygiène de Buenos Aires, où elle est nommée "Femme Illustre d'Amérique". En 1911 elle est désignée première directrice du Service Médical Scolaire du Chili.
Elle instaure le petit déjeuner scolaire obligatoire, cause qu'elle finance en partie avec ses propres ressources économiques, elle encourage la vaccination massive des écoliers et elle lutte contre l'alcoolisme, le rachitisme et la tuberculose. Son travail est reconnu au Chili et dans toute l'Amérique latine.
Elle est directrice de l'Association de dames contre la tuberculose, fait partie de la Ligue Chilienne d'Hygiène Sociale et de la Ligue contre l'Alcoolisme. De plus, elle intègre le Conseil d'Instruction Primaire et la Société Scientifique du Chili, ainsi que le Conseil National de Femmes, inauguré le 12 octobre 1918.
Díaz arrête son activité professionnelle en 1925. À la fin de sa vie, elle est pauvre et oubliée. Elle meurt en 1950, à l'âge de 84 ans, des suites d'une longue maladie, à l'Hôpital de San Vicente de Paúl, dans sa ville natale, Santiago.

## Hommage
En novembre 2013, a lieu l'inauguration de l'hôpital de La Florida “Dra. Eloísa Díaz Insunza”.
Le 25 juin 2018, jour de son 152e anniversaire, Google lui rend hommage avec un doodle.